# Клан Фрейзер з Ловата
Клан Фре́йзер з Ло́вата (шотл. гел. Friseal, англ. Fraser of Lovat) — гірський клан Шотландії.

## Історія
Клан сходить від сера Саймона Фрейзера, який одружився з леді Маргарет Сінклер, дочкою графа Кейтнесса. Саме він придбав землі клану Біссет навколо Бьюлі.
У документі, датованому 12 вересня 1367 року, Г'ю Фрейзер іменується, як лерд Ловат і власник Ерда. До 1422 року Фрейзери з Ловата розширили свої володіння, включивши Стретерік біля Лох-Нессу.
Близько 1460 року Г'ю Фрейзер, 6-й лерд Ловат став першим лордом Ловатом.
У 1544 році виникла суперечка між Фрейзерами з Ловата і Макдональдами з Кланраналда, яка спричинила битви, що увійшла в історію під назвою «Битва сорочок» (англ. Battle of the Shirts).
11-й лорд Ловат, прозваний «Лисом», оскільки одночасно вів перемовини і з представниками уряду і з якобітами був останнім дворянином, який був обезголовлений на Тауер-Гілл у 1747 році. Рішенням парламенту титул лорда Ловата був анульований, а маєтки перейшли до державної власності. У 1774 році власність на землі, але не на титул, була повернута старшому синові, генерал-лейтенантові Саймону Фрейзеру, майстру Ловата.
Початкова лінія роду обірвалась зі смертю у 1815 році молодшого брата майстра Саймона Фрейзера — Арчибальда. Маєтки перейшли до найближчого чоловіка-спадкоємця — Томаса Александра Фрейзера, 10-го лерда Стрічена (Абердиншир), який у 1837 році був визнаний бароном Ловатом, а з 1857 року став 12-им лордом Ловат.
Зі смертю 15-го лорда Ловата у 1995 році, 16-м лордом Ловатом і 25-м вождем клану Фрейзер з Ловата став його онук, Саймон Фрейзер.

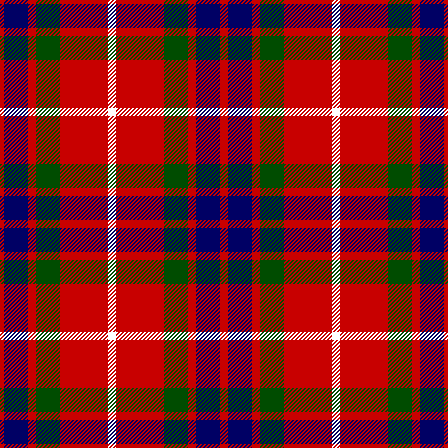
Тартан Фрейзерів (Vestiarium Scoticum)